# Temelucha salicicola
Temelucha salicicola är en stekelart som beskrevs av Dasch 1979. Temelucha salicicola ingår i släktet Temelucha och familjen brokparasitsteklar. Inga underarter finns listade i Catalogue of Life.